# Marit Paulsen
Marit Eli Paulsen, abans Björnerud, (24 novembre 1939, a Oslo) és una política sueca d'origen noruec militant del Partit Popular Liberal de Suècia. Va ser diputada del Parlament europeu de 1999 a 2004 i de 2009 a 2015. És coneguda a Suècia per les seves aportacions al debat públic en qüestions mediambientals i de la qualitat dels aliments. Inicialment no pertanyia a cap partit i va ser una àvida defensora de l'ingrés de Suècia a la Unió Europea durant la campanya del referèndum de 1994.
Va esdevenir membre del Partit Popular Liberal el 1998 i va ocupar el càrrec de 2a vicepresidència del partit en el període 1999-2007. A les eleccions al Parlament Europeu de 2009 va ser elegida eurodiputada com a cap de llista del seu partit i va obtenir més vots particulars que qualsevol altre candidat suec.